# Paul Rühlmann
Paul Martin Rühlmann (* 4. November 1875 in Dehnitz bei Wurzen; † 9. Oktober 1933 in Berlin) war ein deutscher Geschichtslehrer, Ministerialbeamter und Schulbuchautor. Er führte den Begriff Politische Bildung in Deutschland ein.
Rühlmann studierte Geschichte, Geographie und Staatswissenschaft in Dresden, wo er im Sommersemester 1900 Mitglied der Landsmannschaft Saxonia Dresden (heute Landsmannschaft Hansea auf dem Wels) wurde. Nach der Promotion in Leipzig 1902 über ein sächsisches Thema der Napoleonzeit trat er in den Schuldienst in Leipzig ein. 1908 schrieb der nationalliberale Nachwuchspolitiker ein Buch, in dem er als einer der ersten Deutschen ein Fach Politische Bildung in den Schulen forderte. Zusammen mit Fritz Friedrich gründete er 1911 die Zeitschrift Vergangenheit und Gegenwart (VuG), die 1913 zur Verbandszeitschrift des Verbandes deutscher Geschichtslehrer wurde. Rühlmann war der Schatzmeister des Verbandes bis 1923. Wegen Differenzen mit Fritz Friedrich schied der Ende 1922 aus der Schriftleitung der VuG aus.
Er trat als Herausgeber von historischen Quellen für den Schulunterricht im Teubner Verlag Leipzig hervor und verfasste geschichtsdidaktische Aufsätze zum Quelleneinsatz im Geschichtsunterricht, der damals noch innovativ war. 1915 erhielt er den Professorentitel, 1917 wurde er Ministerialbeamter der Reichsregierung. Seit 1920 leitete er die private Deutsche Hochschule für Politik in Berlin.
Nach 1918 betonte er die hohe Bedeutung politischer Bildung für den Zusammenhalt einer Nation, wie gerade Frankreich es demonstriert habe. Rühlmann war frei von Chauvinismus.
1920 hielt er auf der Reichsschulkonferenz neben Gustav Radbruch das Grundsatzreferat zur Politischen Bildung als Staatsbürgerkunde, einer Forderung der Weimarer Verfassung in Art. 148. In der Weimarer Republik war er ein führender Vertreter der historisch-politischen Bildung. Er setzte sich im Gegensatz zu den meisten Geschichtslehrern dieser Zeit für den demokratischen Staat ein.

## Werke (Auswahl)
- Die öffentliche Meinung in Sachsen während der Jahre 1806 bis 1812, Gotha 1902 (Dissertation Leipzig)
- Politische Bildung. Ihr Wesen und ihre Bedeutung – eine Grundfrage unseres öffentlichen Lebens, Leipzig 1908
- Wege zur Staatsgesinnung. Charlottenburg 1919.